# Euxoa derrae
Euxoa derrae is een vlinder uit de familie uilen (Noctuidae). De wetenschappelijke naam is voor het eerst geldig gepubliceerd in 1985 door Hacker.
De soort komt voor in Europa.